# Ibn Hamdis
Ibn Hamdis (né en 1056 à Noto en Sicile, mort en 1133 à Mallorca), de son nom complet Abd El Jabbar Ibn Abi Bakr Ibn Mouhammed Ibn Hamdis El-Azdi Es-Siqli Abou Mouhammed (arabe : عَبْدُ ڢلْجَبَّار بِنْ أَبِي بَكْرٍ بِنْ مُحَمَّدٍ بِنْ حَمْدِيسٍ الْأَزْدِيِ الصَّقَلِيُ أَبُو مُحَمَّدً), est un poète arabe sicilien du Moyen Âge.

## Biographie
On sait peu de choses de sa jeunesse. Profitant de l'instabilité politique de la Sicile musulmane divisée en trois fiefs, les Normands avançaient régulièrement dans leur conquête de l'île.  A l'âge de 31 ans, sa ville tomba entre les mains des Normands, il fut alors forcé de s'exiler à Al-Andalous dans la Taïfa de Séville. Il deviendra ami avec le prince Al Mutamid, qui était également un grand poète.
Après l'exil forcé d'Al Mutamid par les Almoravides dans une prison d'Aghmat (dans laquelle il mourut), il décida de partir vers le Maghreb central (Algérie) sous la protection du prince hammadide al-Mansur, à la mort de son second protecteur, il partit pour Mahdia dans l'Ifriqiya (Tunisie) comme hôte des Zirides. Il choisit ensuite d'aller sur l'île de Majorque en Andalousie où il mourut aveugle à l'âge de 77 ans.
Son œuvre poétique compte plus de 6000 vers, dont beaucoup consacrés à sa Sicile perdue. Sa poésie affiche une maîtrise approfondie du canon poétique arabe, ainsi qu'une connaissance linguistique sophistiquée, qui pointe vers une éducation d'élite.

## Œuvre d'Ibn Hamdis
L’œuvre majeure d'Ibn Hamdīs est son Diwan (c'est-à-dire un recueil de compositions poétiques), composé de 360 qasāʾid (poèmes), pour un total de plus de 6000 versets.  Les sujets sont variés, de la description des détails de la vie quotidienne à son époque, au panégyrique en l'honneur des princes de la cour dont il était l'hôte.  De nombreux qasides sont dédiés à la Sicile perdue de sa jeunesse.  
Deux copies manuscrites du dīwān d'Ibn Hamdis existent de nos jours et ont toutes deux été utilisées par Ihsān ʿAbbās pour publier sa republication (Beyrouth 1960). Parmi deux copies manuscrites du dīwān d'Ibn Hamdi qui existent aujourd’hui, on:Un exemplaire conservé à la Bibliothèque du Vatican et le second conservé au Musée asiatique de Saint-Pétersbourg.
D'autres poèmes d'Ibn Hamdis se trouvent dans Dhakhīra fī Maḥāsin ʾAhl al-Jazīra d'Ibn Bassam. Certains de ces poèmes sont tirés directement du Dīwān, d'autres sont uniques, tandis que d'autres sont encore des lectures différentes qui diffèrent du Dīwān.